# 酒飲み書店員大賞
酒飲み書店員大賞（さけのみしょてんいんたいしょう）は、千葉県近辺の本と酒が好きな書店員と出版社営業が集まり、最も売り出したい本をコンペティションで決定する賞。
文庫本の掘り起こしを目的としており、出版から1年以上経った文庫本が選考対象とされる。千葉県内の書店員や、都内へ通う編集者らが居酒屋で情報交換をする飲み会で、「自分たちで売れ筋の本を作っていきたい」という話で盛り上がり、この大賞ができたという。
書店員が選考を行う本の賞には他に、本屋大賞、北海道ゆかりの本大賞、名古屋文庫大賞、京都水無月大賞、沖縄書店大賞などがある。

## 受賞作一覧
以下に受賞作の一覧を示す。年は受賞作の発表の年。
| 回（年）         | 受賞作                                                    | 著者       | 刊行                           |
| ---------------- | --------------------------------------------------------- | ---------- | ------------------------------ |
| 第1回（2005年）  | 『ワセダ三畳青春記』                                      | 高野秀行   | 2003年10月 集英社文庫          |
| 第2回（2006年）  | 『笑う招き猫』                                            | 山本幸久   | 2006年1月 集英社文庫           |
| 第3回（2007年）  | 『東南アジア四次元日記』                                  | 宮田珠己   | 2001年7月 文春文庫PLUS         |
| 第4回（2008年）  | 『ファイティング寿限無』                                  | 立川談四楼 | 2005年8月 ちくま文庫           |
| 第5回（2009年）  | 『太陽がイッパイいっぱい』                                | 三羽省吾   | 2006年9月 文春文庫             |
| 第6回（2010年）  | 『月読』                                                  | 太田忠司   | 2008年1月 文春文庫             |
| 第7回（2011年）  | 『アフリカにょろり旅』                                    | 青山潤     | 2009年1月 講談社文庫           |
| 第7回（2011年）  | 『俺たちの宝島』                                          | 渡辺球     | 2009年2月 講談社文庫           |
| 第8回（2012年）  | 『キネマの神様』                                          | 原田マハ   | 2011年5月 文春文庫             |
| 第9回（2013年）  | 『セレモニー黒真珠』                                      | 宮木あや子 | 2011年10月 MF文庫ダ・ヴィンチ  |
| 第10回（2014年） | 『球団と喧嘩してクビになった野球選手 破天荒野球選手自伝』 | 中野渡進   | 2014年3月 双葉文庫             |
| 第11回（2015年） | 『海と真珠』                                              | 梅田みか   | 2014年3月 ハルキ文庫           |
| 第12回（2016年） | 『ベンチウォーマーズ』                                    | 成田名璃子 | 2014年8月 メディアワークス文庫 |
| 第13回（2017年） | 『アレグリアとは仕事はできない』                          | 津村記久子 | 2013年6月 ちくま文庫           |
| 第14回（2018年） | 『奇譚を売る店』                                          | 芦辺拓     | 2015年12月 光文社文庫          |
| 第15回（2019年） | 『川の光』                                                | 松浦寿輝   | 2018年5月 中公文庫             |
| 第15回（2019年） | 『美人薄命』                                              | 深水黎一郎 | 2013年4月 双葉文庫             |
| 第15回（2019年） | 『阪堺電車177号の追憶』                                   | 山本巧次   | 2017年9月 ハヤカワ文庫         |
| 第16回（2020年） | 『小夏と麦の物語』                                        | 飛騨俊吾   | 2018年11月 双葉文庫            |
| 第17回（2022年） | 『龍の耳を君に』                                          | 丸山正樹   | 2020年6月 創元推理文庫         |
| 第17回（2022年） | 『殻割る音』                                              | 中村汐里   | 2020年12月 小学館文庫          |
| 第18回（2023年） | 『謎解き広報課』                                          | 天祢凉     | 2018年1月 幻冬舎文庫           |